# Passerelle Arletty
La passerelle Arletty est une passerelle piétonne franchissant le canal Saint-Martin, dans le 10e arrondissement de Paris.

## Situation et accès
La passerelle franchit le bassin des Marais, un des bassins du canal Saint-Martin. Elle relie :
- en rive droite : le quai de Valmy, au niveau de la rue des Vinaigriers et de la rue Jean-Poulmarch ;
- en rive gauche : le quai de Jemmapes, à hauteur de la rue de la Grange-aux-Belles.

Elle est située au-dessus de la porte aval des écluses des Récollets, à proximité du pont tournant de la Grange-aux-Belles.
Ce site est desservi par la ligne 5 du métro de Paris, à la station Jacques Bonsergent.

## Description
La passerelle est un pont en arc par-dessous, en fonte. En 2021, elle a bénéficié d'une restauration lui rendant notamment sa couleur d'origine : le gris clair.

## Origine du nom

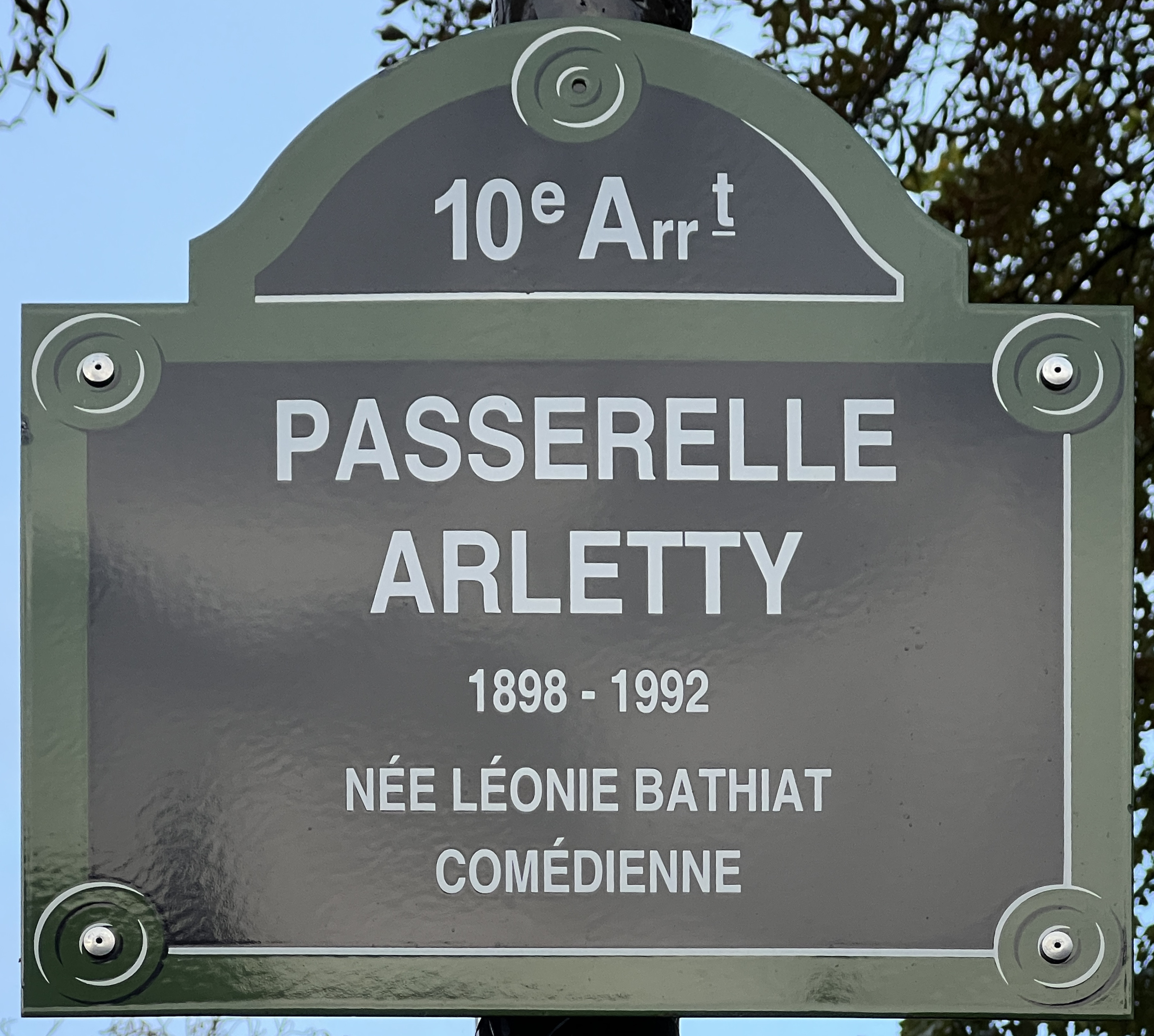
Plaque de la passerelle.

Elle porte le nom d'Arletty (1898-1992), comédienne française notamment connue pour son rôle dans le film Hôtel du Nord de Marcel Carné, au cours duquel, sur les bords du canal Saint-Martin, elle prononce la fameuse réplique « Atmosphère ! Atmosphère ! Est-ce que j'ai une gueule d'atmosphère ? ». L'inauguration s'est déroulée le 15 septembre 2022.

## Historique
D'abord dénommée « passerelle de la Grange-aux-Belles », du nom de la rue qui y conduit, elle a été renommée en 2022. 

La passerelle et l'écluse des Récollets
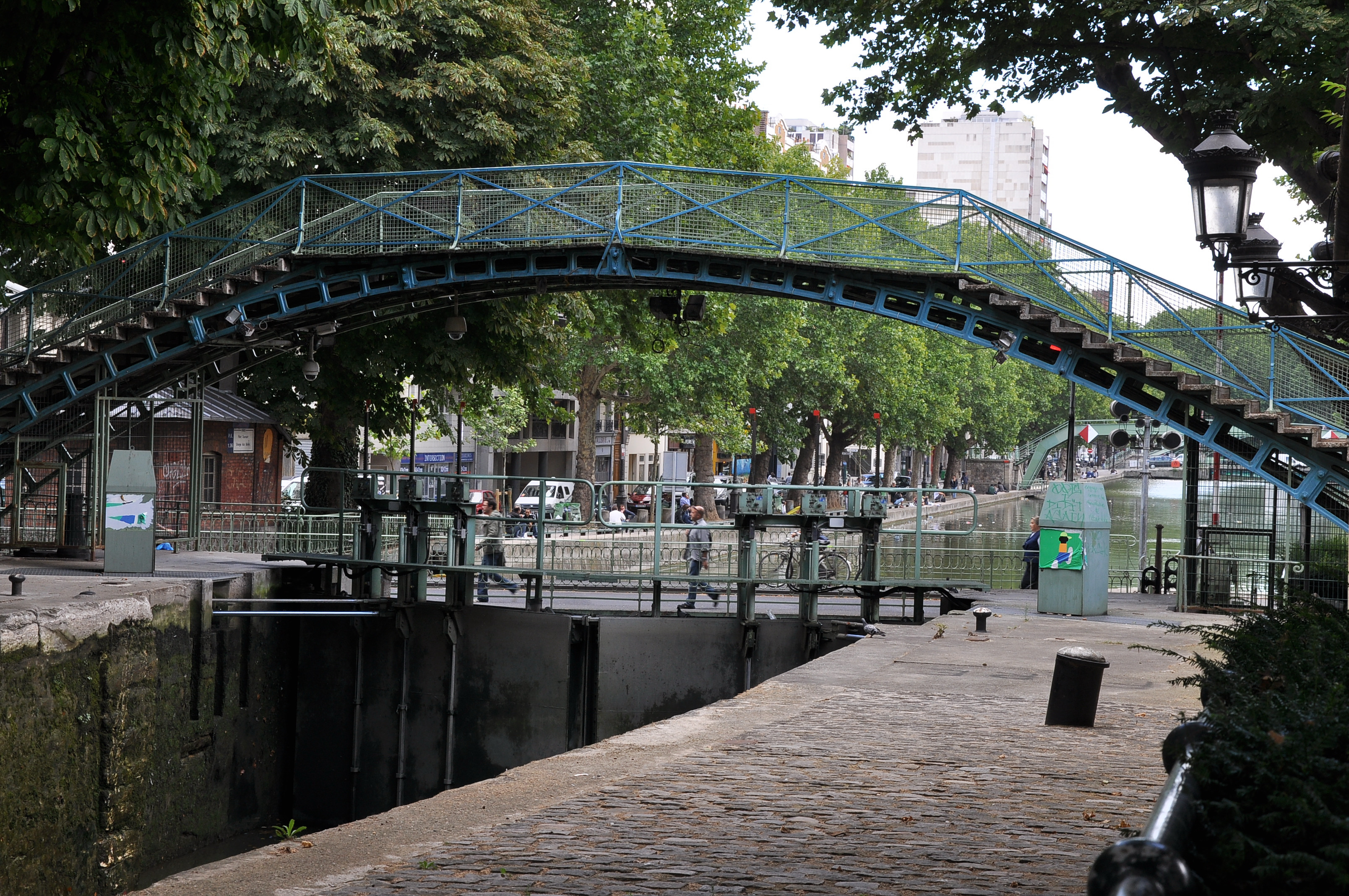
Vue depuis le quai.
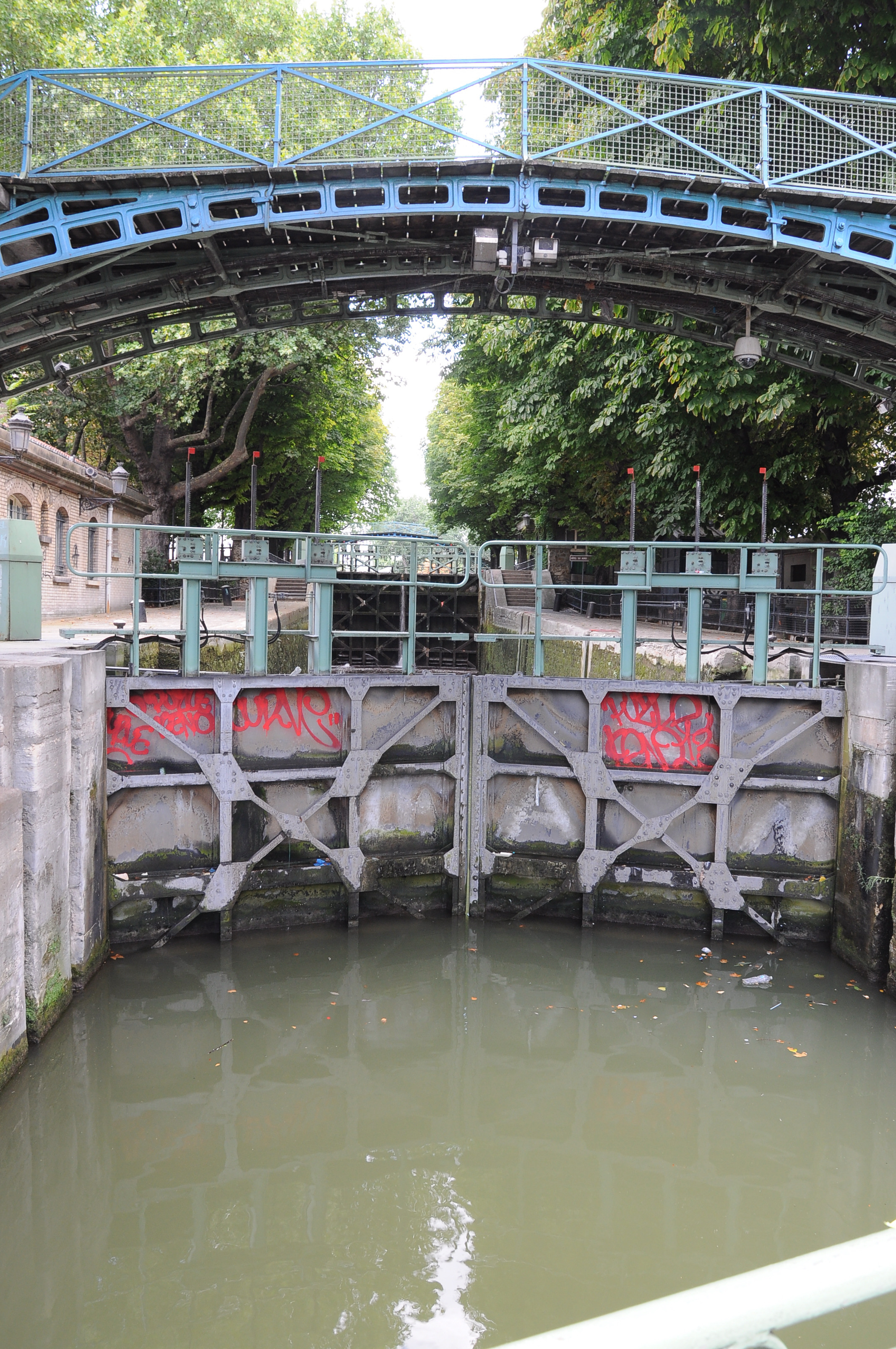
Vue depuis le pont tournant de la Grange-aux-Belles.
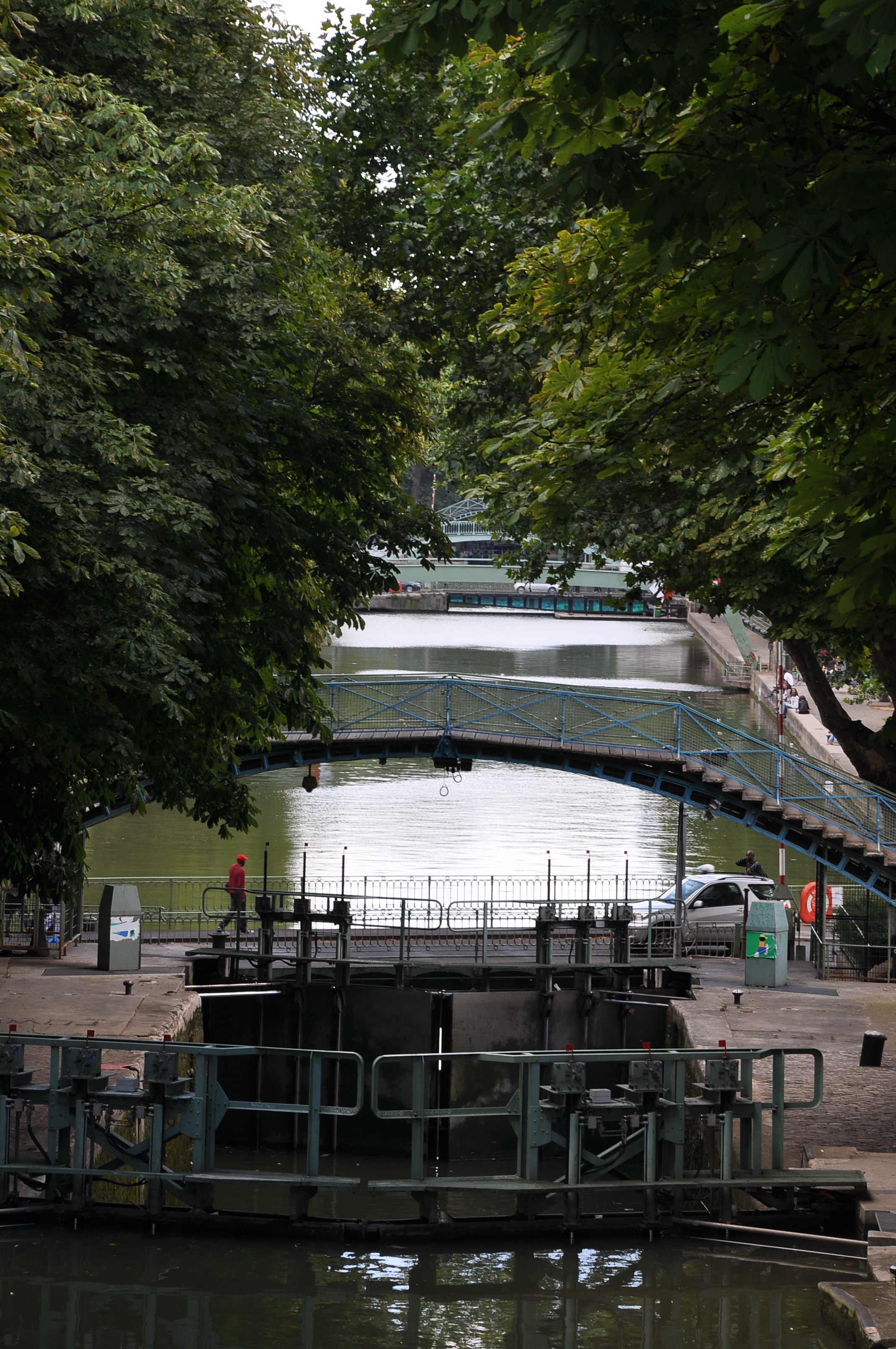
Vue depuis l'écluse.
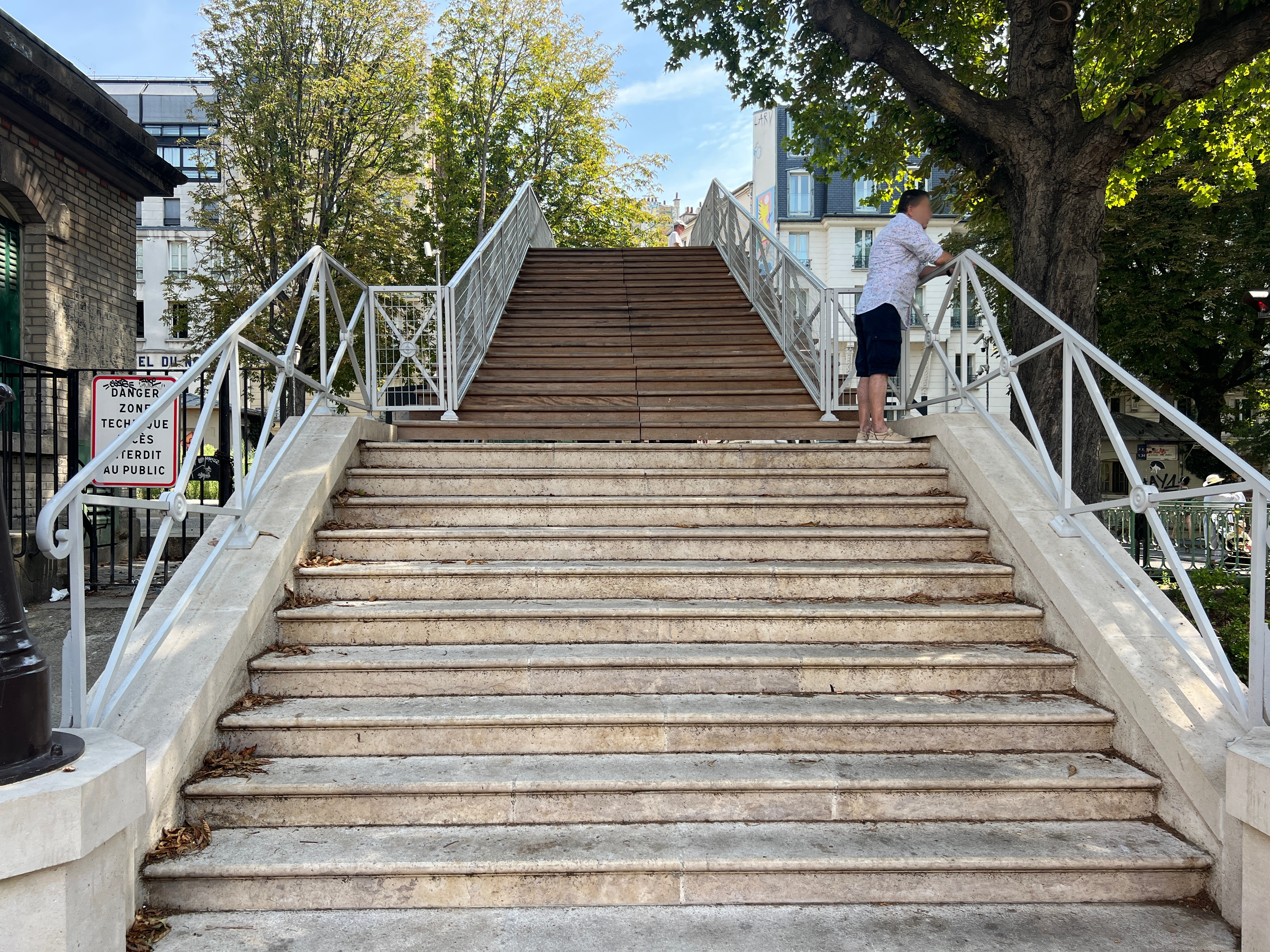
Vue après restauration.